# La Vacheresse-et-la-Rouillie
La Vacheresse-et-la-Rouillie är en kommun i departementet Vosges i regionen Grand Est (tidigare regionen Lorraine) i nordöstra Frankrike. Kommunen ligger i kantonen Bulgnéville som tillhör arrondissementet Neufchâteau. År 2022 hade La Vacheresse-et-la-Rouillie 128 invånare.

## Befolkningsutveckling
Antalet invånare i kommunen La Vacheresse-et-la-Rouillie
| Referens: INSEE |